# Raftside
Raftside est initialement le projet solo de l'auteur, compositeur et plasticien Filip Markiewicz.
Depuis 1999 il autoproduit ses albums qui se situent entre post-rock, songwriting et electro. Son premier album Antistar est sorti en 2003 a connu un certain succès dans la scène underground de musique lo-fi.
En 2005, il sort l'album The Desperate life of Johnny Sunshine, un album qui lui a permis d'accentuer et de développer ses prestations scéniques. Il a ainsi fait les premières parties de groupes de renommée internationale de la scène indie-rock comme Broken Social Scene, Joseph Arthur, The Organ, The Wedding Present, Deerhunter.
Depuis 2007, l'année où Filip Markiewicz a autoproduit l'album Opinion Lieder en collaboration avec le batteur Antoine Lejeune, Raftside est devenu un projet rock intégrant six musiciens sur scène. Cette formation a pu se produire à bon nombre de festivals où le groupe a eu l'occasion de partager la scène avec Placebo, Kaiser Chiefs et Daft Punk.
En 2008, Raftside a enregistré son album "Disco Guantanamo" à Bruxelles au Rising Sun Studio, l'album est produit par le producteur Rudy Coclet (producteur de Arno, Sharko, Mudflow...) Il s'agit d'un album incluant des nouveaux morceaux et qui reprend aussi un certain nombre de morceaux qui sont sortis sur les précédents albums autoproduits "Antistar", "The desperate life of Johnny Sunshine" et "Opinion Lieder" qui sont réarrangés et réenregistrés. Markiewicz réalise un clip pour le premier single "Naked" avec la collaboration de la danseuse butô Yuko Kominami.
En 2009, le groupe se sépare, à partir de ce moment-là Filip Markiewicz se consacre principalement aux arts plastiques, Raftside se produit une dernière fois en solo sur scène à l'Exposition universelle de 2010 à Shanghai avant d'entamer une pause.
Depuis 2013 Raftside refait surface sur scène, Filip Markiewicz se consacre à la production d'un nouvel album.

## Arts plastiques
À côté de ses productions musicales qui récemment sont également utilisés pour le théâtre, le cinéma et la publicité, Filip Markiewicz a également réalisé une série de clips-vidéos
compilés sur le DVD Raftside - A Raftcake in motion picture (édition limitée).
Il se consacre également à la production d'installations vidéos, intégrant la performance, la peinture et les objets plastiques. Comme en 2006, invité par AICA (association internationale des critiques d'arts), où il réalise en collaboration avec l'artiste Lidia Markiewicz (sa mère) une installation intitulée Zollzeit (le temps des douanes), qui met en scène le trajet abstrait entre la Pologne des années 1970 (occupée par le régime communiste) et le Luxembourg des années 2000 (pays où l'installation fut présentée en lieu public). Symbolisée par la Fiat 126 dorée (voiture qui fut un standard pendant le régime communiste en Pologne), cette installation fut également utilisée comme décor de base pour le clip de Raftside "A flower for the mood" réalisé par Sandy Lorente et Jeff Kieffer.
En 2007, inspiré par le fait divers des fusillades du campus scolaire de Virginia Tech aux États-Unis, Filip Markiewicz présente l'installation Empire of dirt pendant l'exposition collective Exposed for destruction à la galerie Beaumontpublic à Luxembourg, où il laisse pendant une journée une carte-blanche totale à des jeunes punks qui dessinent sur tous les murs de la galerie, boivent des bières et jouent du punk rock à un volume très élevé. Markiewicz filme cette journée et présente la vidéo, accompagnée de dessins, peintures et autres objets censés exorciser le fait divers de Virginia Tech.
En 2008, Markiewicz réalise l'installation "Disco Guantanamo" au Musée d'Art Moderne du Luxembourg Mudam.
Fin 2008, à la Philharmonie du Luxembourg, Markiewicz met en scène avec le vidéaste Bruce Geduldig (Tuxedomoon) une performance qui déconstruit le mythique album à la banane du Velvet Underground.

## Discographie
- 2003 : Antistar - CD
- 2005 : The desperate life of Johnny Sunshine  - CD
- 2007 : Opinion Lieder - CD
- 2008 : Disco Guantanamo - édition single limitée à 300 exemplaires vinyle
- 2009 : Disco Guantanamo - CD
- 2013 : A date in the Blue (single)
- 2013 : San Francisco Sun (single)

## Vidéographie
- Raftside - A Raftcake in motion picture - DVD - contenant les clips :

2003 : Cardiac Palpitation - réalisé par Filip Markiewicz
2004 : Live at the Casino (live) - réalisé par Filip Markiewicz
2005 : Desperate Johnny Sunshine - réalisé par Filip Markiewicz
2005 : Everything's wrong - réalisé par Filip Markiewicz
2005 : The Desperate life of Johnny Sunshine (court-métrage) - réalisé par Filip Markiewicz
- Raftside - Opinion Lieder - CD - contenant le clip :

2007 : A flower for the mood - réalisé par Sandy Lorente et Jeff Kieffer
- Clips

2009 : Naked - réalisé par Filip Markiewicz
2013 : San Francisco Sun - réalisé par Filip Markiewicz